# Saint-Élisée-l'Apôtre
Saint-Élisée-l'Apôtre (en arménien Սուրբ Եղիշէ Առաքեալի), Yeghishe Arakyal (Եղիշէ Առաքեալի) ou Jrvshtik est un monastère arménien du Haut-Karabagh, situé dans la région de Martakert.
Bâti sur un promontoire rocheux surplombant la rivière Tartar, ce monastère ceint de murailles contient huit églises et chapelles mononefs. L'une d'entre elles contient la tombe de Vatchagan III, roi d'Albanie du Caucase.